# Onceas
La Onceas oppure o.n.c.e.a.s. (Organizzazione Nazionale Commercio Estero Apparecchi Scientifici) è stata un'azienda italiana produttrice ed importatrice di elettronica di consumo ed apparecchi scientifici e fotografici. Il suo logo, inizialmente costituito da una stilizzazione del globo terrestre, mutò poi in 3 figure romboidali zigrinate, affiancate e parzialmente sovrapposte.  È oggi un marchio non utilizzato.

## Storia
Fu fondata a Milano nel 1955 con sede legale inizialmente presso Radobor, in viale San Michele al Carso 4, a Milano. Nel 1965 si sposterà in via Balzaretti 15 per poi inaugurare  - nel 1966  - anche la nuova sede, in via De Sanctis 39/41, Milano, che diverrà poi l'unica.
La propria attività consistette essenzialmente nella progettazione e vendita di apparecchiature ottiche ed elettroniche (binocoli, telescopi, proiettori, macchine fotografiche, cineprese), strumenti scientifici, didattici, macchine a gettone, registratori di cassa ed altri elettrodomestici (ventilatori, aspirapolvere, impianti di riscaldamento, etc.) per cui venne registrato anche il marchio "stein", utilizzato poi principalmente per gli strumenti ottici (binocoli, telescopi etc). Successivamente, la produzione virò principalmente verso apparecchi radiofonici, televisivi e fonografici. La peculiarità dell'azienda fu quella di avere un ufficio progettazione in Italia ma di far produrre la componentistica propria (ed acquistare quella di fornitori terzi) all'estero, importando poi il tutto e facendolo assemblare in Italia a marchio Onceas. In questo modo, in anticipo sui tempi, vi era un risparmio notevole sui costi dei materiali e della manodopera.
In abbinamento a questo, la Onceas iniziò a importare - attraverso una serie di accordi commerciali, dall'inizio degli anni sessanta  - apparecchiature scientifiche e fotografiche finite , sia a marchio proprio, che stipulando a tal proposito - nel 1966 - accordi di distribuzione con la Fuji. Come importatore, per alcuni anni si occupò anche di altri marchi fotografici, (quali: Minolta, Copal, Sekonic, Columbia, Cinemax, Regula, Hanimex, Kowa) nonché di schermi di proiezione ed ottiche.
Nel frattempo, mutò la propria ragione sociale da s.r.l. a s.p.a.

### Gli anni ottanta
All'inizio degli anni ottanta, ridotte al minimo le attività di produzione ed assemblaggio in Italia, oltre all'importazione di propri prodotti di elettronica (radio-registratori anche a doppia piastra, giradischi, radio, etc, oramai quasi completamente costruiti nei paesi asiatici: Taiwan e Corea in primis), la Onceas captò il fenomeno dei videogiochi, importando per l'Italia - con la sostituzione delle copertine - cassette e cartucce prodotte per alcuni videogiochi Atari dalla Bit Corporation e marchiate Fujistyle (Tunnel Spaziale, Mostro Marino, Bobby torna a casa, etc.) Per la stessa Fujistyle, furono importati prodotti economici già finiti, quali radio portatili e riproduttori a cassette.
Rimase ferma la distribuzione Fuji, vero core business dell'azienda. Per la logistica e l'assemblaggio finale dei propri prodotti e la produzione delle apparecchiature della Fuji, fu inaugurata - nel 1989 - una nuova fabbrica: la Onceas-Fuji (Onceas Film Industry s.p.a.), in via Nettunense km 23,900, ad Aprilia (Latina).

### Gli anni novanta e l'acquisizione
Negli anni novanta, complice la possibilità per le aziende straniere ed asiatiche di distribuire direttamente i propri prodotti, il ruolo dei distributori come la Onceas divenne marginale, né poté servire - per sopravvivere - l'importazione di prodotti a marchio proprio. In tal senso, l'importanza del partner Fuji divenne determinante: nel 1993, la divisione che si occupava di prodotti magnetici, audio e video viene scissa creando la Fuji Magnetics Italia s.r.l. Alla fine degli anni 90, il gruppo Onceas poteva vantare un fatturato di 130 miliardi e 150 dipendenti ma con una identità sempre meno determinata; la propria attività a marchio era marginale, con la trasformazione pressoché totale in gruppo legato alla multinazionale giapponese.
Le ultime importazioni di prodotti Fuji a catalogo risalgono alla fine degli anni novanta e l'ultima assemblea degli azionisti risulta convocata nel marzo del 2002 dall'allora presidente della Fuji Film Italia, Egon Parth, mentre quella del 2003 prese atto del bilancio dell'anno precedente;  pur essendo stato il fatturato del 2001 pari a 90,71 milioni di euro, l'azienda era divenuta un mero importatore e distributore di apparecchiature fotografiche e cinematografiche Fuji - tanto da divenire anche sede dell'assistenza del colosso giapponese -  ed era stata acquisita dalla finanziaria Nihonoptik Italia Srl.
Nel 2002 l'azienda fu acquisita direttamente dalla Fuji e cessò di esistere, destino che seguì anche la fabbrica di Aprilia, il cui edificio - tuttora esistente - è stato ceduto a terzi. Per alcuni anni continuarono ad operare - con insegna Onceas s.r.l. - gli uffici di Milano, che risultano ad oggi definitivamente chiusi.